# Guerra del Amapá
La guerra del Amapá fue un conflicto que tuvo lugar el 15 de mayo de 1895, en la frontera entre Amapá y la Guayana Francesa. Este evento estuvo marcado por la invasión de las tropas francesas en territorio brasileño, comandada por el capitán Lunier. La invasión fue repuescada por el general honorario del Ejército brasileño Francisco Xavier da Veiga Cabral. Después de la defensa de Amapá, Veiga Cabral se convirtió en uno de los más grandes héroes en la historia del estado brasileño. En ese momento, se dijo una frase que terminaba marcando el sentimiento del pueblo de Amapá en relación con Veiga Cabral:
"Si es genial que Cabral nos haya descubierto, el más grande es Cabral que nos defendió"!